# Arvi
Arvi es una ciudad censal situada en el distrito de Latur en el estado de Maharashtra (India). Su población es de 14015 habitantes (2011). Se encuentra a 5 km de Latur.

## Demografía
Según el censo de 2011 la población de Arvi era de 14015 habitantes, de los cuales 7343 eran hombres y 6672 eran mujeres. Arvi tiene una tasa media de alfabetización del 81,15%, superior a la media estatal del 82,34%: la alfabetización masculina es del 85,91%, y la alfabetización femenina del 75,91%.